# Clic (informática)
En informática, el clic es la acción de pulsar cualquier botón o tecla del dispositivo apuntador (ratón, touchpad o trackball) de la computadora. Como resultado de esta operación, el sistema aplica algún proceso o función al objeto señalado por el cursor o puntero en el momento de realizarla.
Se suelen utilizar las expresiones hacer clic, dar clic, clicar o cliquear para referirse a la acción u operación.
Dependiendo del tipo de computadora, del sistema operativo instalado, del programa informático o aplicación informática en uso, y del elemento señalado; así como también de cuál botón se presione y con qué secuencia de pulsaciones se lo haga, la acción resultante será diferente entre una variada serie de posibilidades.
Aunque es muy frecuente ver la palabra escrita en inglés, click, la acepción correcta propuesta por el Diccionario de la lengua española es clic, sin la k de su origen anglosajón, y clics es su plural.

## Eventos durante un clic
Al igual que ocurre con cualquier pulsador o interruptor eléctrico momentáneo, como las teclas de un teclado de computadora, durante el proceso de clic existen dos eventos característicos:
1. El contacto eléctrico o cierre del circuito, ocurrido al presionar o pulsar el botón y por lo tanto asociado a esa acción; estado que permanece mientras se mantenga presionado o pulsado el botón, la tecla o el pulsador.
2. El relevo o apertura del circuito, ocurrido al liberar o soltar el pulsador.

Cada uno de estos sucesos es detectado por el sistema como una acción independiente, pudiendo existir otras acciones durante el tiempo transcurrido entre ambas, como el movimiento del ratón o el pulsado de otra tecla. Solo en el caso de que la secuencia «pulsar-soltar»/«presionar-liberar», o su equivalente eléctrico «contacto-relevo», suceda en un tiempo suficientemente corto y sin la aparición de otros eventos perturbadores, será interpretada por la computadora como un clic.

## Diferenciación de clics
Con la finalidad de aumentar el número de funciones distintas que el computador pueda realizar como respuesta a los clics, los desarrolladores han implementado dos formas básicas de diferenciarlos: por botón y por cantidad de pulsaciones. Combinando ambas, se permite al sistema interpretar una mayor cantidad de órdenes generadas a través del dispositivo apuntador por parte del usuario.

### Por botón
En plataformas Windows y GNU/Linux es común disponer de dos o tres botones principales, y aunque en Apple Macintosh el ratón ha tenido históricamente solo uno, las últimas versiones incorporan un segundo pulsador. Además de estos botones superiores, algunos ratones disponen de una o dos teclas laterales adicionales. De esta forma, según cuál sea el botón activado, el sistema recibirá cada clic como una orden diferente, y dará paso a la función correspondiente.

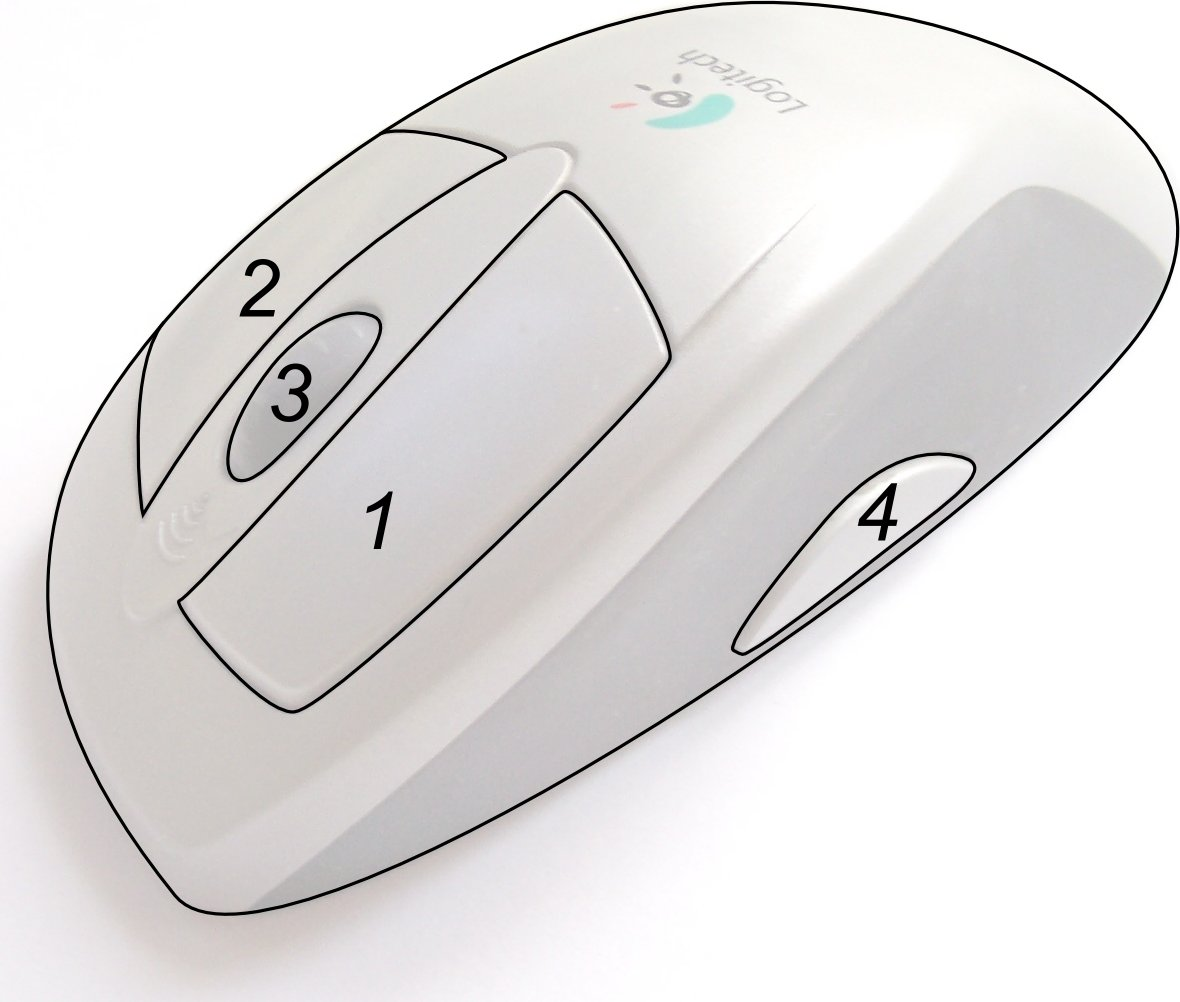
Configuración predeterminada (diestra o mano derecha) del ratón:
1) Botón primario.
2) Botón secundario.
3) Rueda de desplazamiento.
4) Pulsador lateral.

1. Clic primario: uno de los botones superiores del ratón es denominado «primario». Aunque su posición es configurable, generalmente es el de la izquierda, que corresponde al dedo índice de la mano derecha en la configuración diestra. Por consiguiente, la acción de pulsarlo es usualmente llamada clic izquierdo o simplemente clic.
2. Clic secundario: de igual modo, la activación del botón secundario, generalmente el de la derecha, se suele denominar clic derecho, y es llevada a cabo típicamente con el dedo medio de la misma mano.
3. Clic central: en caso de existir un tercer botón en el centro, su pulsación genera una acción diferenciada de las dos anteriores. En muchos ratones, en lugar de un simple botón, el comando central es una rueda de desplazamiento (scroll), la que además de girar, también puede ser presionada para generar el clic del medio.
4. Clic lateral: aunque no es frecuente encontrar pulsadores laterales, algunos modelos de ratón los incluyen con el objeto de aumentar el número de posibles órdenes enviadas al sistema. En la configuración para mano derecha, el botón lateral izquierdo es activado mediante el dedo pulgar.

Las personas zurdas, si bien tienen la posibilidad de configurar los botones del ratón para la mano izquierda, por lo general prefieren adaptarse a la combinación diestra predeterminada.

### Por cantidad de pulsaciones
Además de la identificación del botón pulsado, se implementa otra diferenciación según la cantidad de veces consecutivas que se presione el mismo en un corto tiempo. Estas acciones se conocen como simple, doble o triple clic según se pulse una, dos o tres veces dicho botón respectivamente, obteniendo diferentes resultados con cada una de ellas.
1. Clic simple: ocurre al pulsar y soltar una sola vez cualquiera de los botones. Para que el sistema no lo interprete como un arrastre debe mantenerse el ratón casi inmóvil durante el tiempo que dure esta acción (ver tolerancia de arrastre más abajo).
2. Doble clic: ocurre al ejecutar la secuencia «pulsar-soltar» dos veces consecutivas sobre un mismo botón. Para que el sistema interprete ambas secuencias como un único doble clic, en lugar de hacerlo como dos clics simples, el tiempo que las separa deberá ser menor al umbral de tolerancia del doble clic, descrito más abajo.
3. Triple clic: ocurre al ejecutar la secuencia «pulsar-soltar» tres veces consecutivas sobre un mismo botón. Para que el sistema no interprete ninguna de estas secuencias como un clic simple o individual, el tiempo que las separa deberá ser menor al umbral de tolerancia de doble clic.

## Doble clic

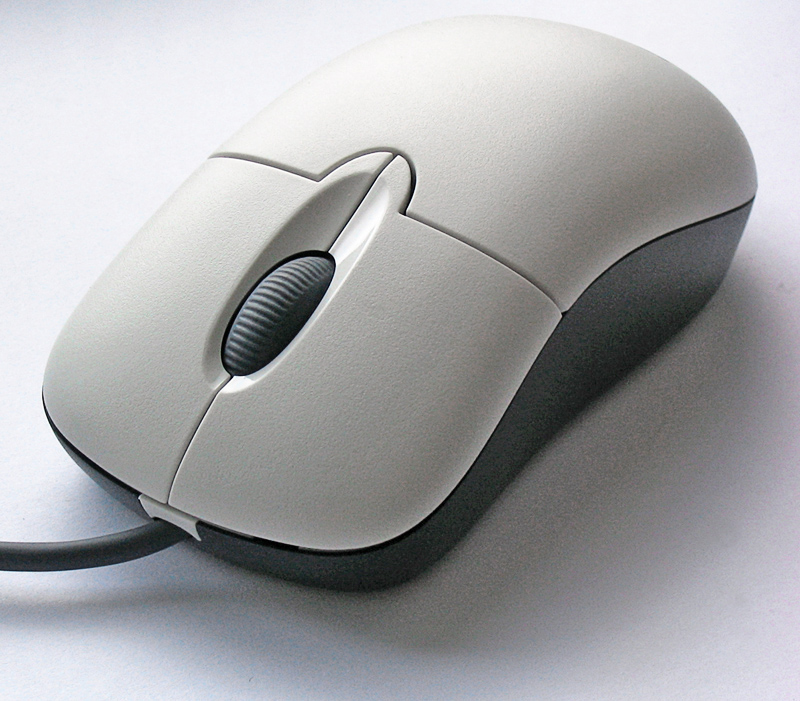
Ratón o mouse con tres botones (izquierdo, derecho y rueda de desplazamiento).

En informática, el término doble clic es asignado a una acción que consiste en pulsar dos veces rápidamente sin interrupción en uno de los botones de un ratón sin desplazarlo. El objetivo de esta técnica consiste en permitir a un usuario efectuar con un mismo botón una operación diferente a la realizada normalmente, como en el caso de un clic sencillo.
Este término, traducido del inglés double-click, proviene del sonido «clic» producido por el ratón cuando esta acción se realiza (dos pulsaciones).

### Uso
En los ratones que poseen varios botones se trata generalmente del botón situado a la izquierda, o del situado a la derecha si se configura el ratón para un zurdo. Al hacer doble clic se produce un evento diferente según el objeto sobre el cual se efectuó.

### Icono
En la mayoría de las interfaces gráficas, un clic sobre un icono asociado a un programa tendrá como efecto ejecutarlo y un doble clic sobre un documento tendrá como efecto abrirlo.

### Texto
En la mayoría de los editores de texto, un doble clic efectuado sobre una palabra la selecciona en su totalidad. En el entorno X Window, esta operación además de seleccionarlo lo copiará automáticamente al portapapeles.
Por extensión, el triple clic puede permitir seleccionar una línea y el cuádruple clic un apartado (párrafo).

### Inconvenientes
Aunque la técnica del doble clic tiene la ventaja de poder realizar varias acciones con ayuda de un único botón, presenta algunos inconvenientes y, en particular, su puesta en práctica por parte de principiantes o personas con problemas en los músculos motrices de los dedos. Estas personas pueden tener algunas dificultades al pulsar dos veces consecutivas el botón de manera suficientemente rápida o de mantener el mouse inmóvil durante la operación.
En efecto, una vez que el botón se ha pulsado una primera vez, las segundas pulsaciones deben efectuarse en un determinado intervalo de tiempo (una duración que varía en general en torno a un segundo).
Las soluciones a este problema pueden incluir:
- Configurar el sistema para que el intervalo de pulsaciones sea más corto o rápido según la necesidad que uno tenga, hoy por hoy la mayor parte de los sistemas windows y linux permiten configurar el intervalo.
- Utilizar la navegación por teclado en lugar de mediante el ratón.
- Configurar el sistema para utilizar un solo clic en las operaciones que requieren un doble clic.
- Impedir que el mouse se mueva durante un doble clic manteniéndolo firmemente con el pulgar sobre el lado del ratón y situando la parte baja de la mano en contacto con la parte baja del ratón.

Además, las aplicaciones y el sistema operativo no requieren, en la gran mayoría de los casos, que el ratón esté perfectamente inmóvil, sino que se permite un movimiento mínimo entre dos pulsaciones.
Otro problema se debe a que algunos sistemas asocian una acción con un simple clic, otra con el doble clic e incluso otra con simples clics consecutivos. Incluso los usuarios avanzados tienen problemas para diferenciar correctamente estas distintas acciones. Por ejemplo el hecho de volver a seleccionar un fichero bajo el sistema operativo Windows de Microsoft. Un simple clic sobre el nombre del fichero y su icono seguido de otro clic, permite cambiar el nombre del fichero. Un usuario que intentara realizar esta acción puede, por descuido, abrir el fichero (esto requiere normalmente un doble clic) pulsando demasiado rápido, mientras que un usuario que intentara abrir el fichero puede por descuido volver a seleccionar el fichero pulsando demasiado lento.
Para evitar este problema, la mayoría de los sistemas operativos permiten al usuario regular la velocidad del doble clic.

### Ajuste de la velocidad
Ninguna norma dicta cuál debe ser el plazo de tiempo durante el cual deben realizarse las dos pulsaciones consecutivas sobre el botón del ratón. Sin embargo, éste puede configurarse en la mayor parte de los sistemas operativos. A continuación, una breve descripción que indica cómo acceder a ésta para algunas interfaces (en orden alfabético):
- con el entorno GNOME, Sistema > Preferencias > Ratón
- con Mac OS X, Aplicaciones > Preferencias del sistema > Teclado y ratón > Ratón
- con Windows XP, Inicio > Panel de Control> Mouse > Botones > Velocidad de doble clic

### Patentes
En 2004, Microsoft depositó una patente sobre la utilización del doble clic en los «limited resources computing devices» (aparatos de cálculo con recursos limitados, más concretamente PDA y teléfonos móviles). Algunos observadores temen que toda compañía estadounidense que utilice el doble clic deba cambiar su producto para no utilizar esta tecnología, o pagar derechos a Microsoft o también permitir a este último tener acceso a la propiedad intelectual del producto que utilizase el doble clic.

## Secuencias combinadas
El hecho que los fenómenos de pulsar y soltar un botón sean eventos diferentes y separados en el tiempo, permite combinarlos, ya sea entre los diferentes botones del ratón, o bien con acciones de otro tipo.

### Arrastre

Acción de «arrastrar y soltar» archivos o ficheros con el ratón desde el escritorio hasta otra carpeta o directorio.

Una de las acciones que suelen intercalarse entre la presión y la liberación de una tecla del ratón, es el desplazamiento o arrastre del mouse. Esta introducción de movimiento mientras se mantiene pulsado un botón crea la secuencia «pulsar-arrastrar-soltar» o «presionar-desplazar-liberar», que no es interpretada como un clic simple, sino que permite la existencia del concepto de «arrastrar y soltar» un objeto, como por ejemplo, un icono, un texto, etcétera. Esta característica es también conocida por su nombre en inglés: drag-and-drop.
Al igual que ocurre con los clics, es posible arrastrar objetos tanto con el botón primario como con el secundario, obteniéndose diferentes resultados.

#### Arrastrar y soltar
«Desplazar y liberar» o «arrastrar y soltar» (drag and drop) es una expresión informática que se refiere a la acción de mover, con el cursor del ratón, los objetos de una ventana a otra o entre partes de una misma ventana. Los objetos arrastrados son habitualmente archivos, pero también pueden ser arrastrados otros tipos de elementos en función del software.
Un ejemplo es arrastrar y soltar entre ventanas de un gestor de archivos para cambiarlos de carpeta, o archivos de audio en un reproductor multimedia para moverlos de su lista de reproducción.

Los objetos que pueden ser arrastrados depende del programa o ventana que los aloja. Igualmente, el efecto de soltar objetos sobre una ventana o programa depende del receptor de los objetos. Habitualmente cuando se están arrastrando objetos sobre ventanas el icono del ratón cambia para indicar qué acción se producirá si se sueltan, o se mostrará un símbolo similar a prohibido indicando que la acción de soltar los objetos no producirá ningún resultado.

##### Acciones
La secuencia básica involucrada en arrastrar-y-soltar es:
1. «Pulsar» y mantener pulsado el botón del ratón u otro dispositivo apuntador, para «agarrar» el objeto,
2. «Arrastrar» el objeto/cursor/dispositivo apuntador a la ubicación deseada,
3. «Soltar» el objeto, soltando el botón.

En la secuencia completa se agregan otras acciones:
1. «Apuntar» con el cursor del dispositivo, el objeto a arrastrar, en caso de que sea un conjunto de objetos, optar por alguno en particular (preferentemente el último o el primero si se tratara del texto en un procesador de texto, por ejemplo).
2. «Seleccionar» el objeto haciendo clic primario, y si fuera un conjunto de objetos, 
  - Arrastre con botón secundario: desplazarlo de un lugar a otro que abarque o englobe el conjunto de objetos.
  - Ctrl+Clic: selecciona objetos separados entre sí dentro de un conjunto, por ejemplo algunos iconos en un directorio o carpeta, para luego aplicarles una acción única. Es imposible realizar esto utilizando solo el ratón.
  - ⇧ Mayús+Clic o Shift+Clic: selecciona todos los objetos o el texto existente entre la posición de un clic simple anterior y la del último Mayús+Clic.
3. «Pulsar» y mantener pulsado el botón del ratón u otro dispositivo apuntador, para «agarrar» el objeto,
4. «Arrastrar» el objeto/cursor/dispositivo apuntador a la ubicación deseada,
5. «Soltar» el objeto, soltando el botón.

Arrastrar requiere más esfuerzo físico que mover el mismo dispositivo apuntador sin mantener pulsado ningún botón.
A causa de esto, el usuario no puede mover en forma tan rápida y precisa mientras arrastra (ver Ley de Fitts). Sin embargo, las operaciones de arrastrar-y-soltar tienen la ventaja de juntar dos operandos (el objeto a arrastrar, y la ubicación donde soltarlo) en una sola acción.
Un problema de diseño aparece cuando el mismo botón selecciona y arrastra elementos. Un movimiento impreciso puede causar un arrastre cuando el usuario solo desea seleccionar.
Otro problema es que el destino donde se desea soltar puede estar oculto bajo otros objetos. El usuario tendría que detener el arrastre, hacer la fuente y el destino visibles y comenzar de nuevo. Esto se ha tratado de solucionar mediante herramientas como por ejemplo Exposé en Mac OS X, que muestra todos los objetos disponibles en la pantalla, o permitiendo traer al primer plano los objetos del escritorio durante el arrastre (ya sea mediante alguna combinación de teclas o «posando» el elemento arrastrado sobre alguna referencia al objeto destino como puede ser su representación en la barra de tareas), como se hace en el escritorio KDE de entornos Unix.

### Acordes
Otra de las acciones que es posible llevar a cabo entre los eventos de «presionar» y «soltar» una cierta tecla del ratón, es realizar clics (ya sean simples, dobles o triples) con alguna otra de sus teclas. Estas funciones suelen denominarse alegóricamente acordes, por su similitud con los acordes en un teclado musical.
Un acorde de ratón (mouse chording, en inglés ) relativamente sencillo, es el de ejecutar un clic con el botón primario, mientras se mantiene pulsado el secundario. Una vez finalizado el acorde, resta soltar la tecla pulsada inicialmente.
Para que los acordes surtan un efecto especial, diferente al de los clics ordinarios, es necesario que el software utilizado los tenga contemplados dentro de sus funcionalidades. De lo contrario, el programa podría presentar un comportamiento anómalo, como por ejemplo considerar la liberación final de la tecla como si fuera un nuevo clic. El navegador web Opera hace uso de algunos acordes de ratón.

### Gestos
Algunas aplicaciones tienen la particularidad de interpretar como órdenes específicas a pequeños arrastres del ratón, realizados en zonas despejadas, libres de iconos u otros objetos pasibles de verse arrastrados.
Estos gestos de ratón (mouse gestures, en inglés ) conformados por secuencias «pulsar-arrastrar-soltar» de corto recorrido, constituyen órdenes que incluyen no solamente el simple dato de la posición del cursor, sino información vectorial adicional, de dirección, sentido y velocidad con que se realiza, y que por lo tanto van mucho más allá de un simple clic. Podrían asimilarse a pequeños empujones ejercidos sobre objetos o regiones libres de la ventana. El sistema de Información Geográfica Google Earth acepta órdenes de este tipo.

### Clic + tecla
Es posible ejecutar secuencias combinadas de movimientos o pulsaciones entre el teclado y el ratón. Por ejemplo, se puede desplazar este último, o hacer clic o doble clic, mientras se mantiene presionada la tecla Ctrl, la tecla ⇧ Mayús (Shift) o la tecla Alt, o dos de ellas al mismo tiempo (Ctrl+Alt o también Ctrl+⇧ Mayús), creando así combinaciones de las que hacen uso algunos sistemas operativos y aplicaciones de software. Más abajo pueden verse algunos usos frecuentes de esta acción combinada.

## Tolerancias
Los sistemas operativos suelen tener opciones de configuración de la interfaz de usuario para permitir cierta tolerancia a errores en la ejecución de algunas acciones. En lo referente a los clics, existen dos valores, uno espacial y el otro temporal, que permiten ajustar estas tolerancias.

### Tolerancia de arrastre
Durante la ejecución de un clic, puede ocurrir que el ratón sea desplazado involuntariamente una pequeña distancia. Para evitar que el sistema interprete este accionar del usuario como una orden de «arrastrar», se suelen ignorar los desplazamientos muy pequeños ocurridos entre la presión y el relevo de un botón. De este modo, solo serán consideradas arrastres las secuencias «pulsar-arrastrar-soltar» o «presionar-desplazar-liberar» en las que dicho desplazamiento del ratón sea mayor que un cierto umbral de tolerancia de arrastre, medido en píxeles, configurable por el usuario. En cambio, serán clics aquellas secuencias cuyo desplazamiento, en caso de existir, sea menor que el referido umbral.
Esta tolerancia de movimiento puede a su vez ser perjudicial si se fija un umbral demasiado grande, ya que en ese caso la intención de mover un objeto una pequeña distancia será interpretada por el sistema como un clic sobre el objeto, dejándolo inmóvil en lugar de arrastrarlo.

### Tolerancia de doble clic
Para que el sistema reconozca como tal a un conjunto de dos secuencias «pulsar-soltar» consecutivas, y no asuma erróneamente que se trata de dos clics simples separados, es necesario que la interfaz de usuario sea capaz de discriminar la diferencia. Para ello se determina un tiempo máximo aceptable como umbral de tolerancia de doble clic, medido en milisegundos.
Si entre la culminación de la primera secuencia y el comienzo de la segunda transcurre un tiempo inferior al umbral fijado, el sistema interpreta al conjunto de ambas como un único doble clic. Si en cambio el tiempo supera el referido umbral, ambas secuencias son consideradas como dos clics simples.
Así mismo, cuando se trata de tres secuencias «pulsar-soltar»/«presionar-liberar» consecutivas, el sistema solo interpreta al conjunto como un único triple clic, si los tiempos que separan a la primera secuencia de la segunda y a esta de la tercera son ambos inferiores al umbral de tolerancia descrito.
Dado que los usuarios pueden presentar cierta falta de uniformidad en los tiempos de ejecución de los dobles y los triples clics, este umbral es configurable.

## Usos más frecuentes
- Clic primario simple: es el más comúnmente utilizado, por llevarse a cabo con el dedo índice. Referido frecuentemente como clic izquierdo con base a la configuración estándar para diestros, o simplemente como clic, ejecuta entre otras cosas la activación de hipervínculos al navegar en Internet, la pulsación de botones en pantalla o la selección de objetos u opciones propuestas.
- Clic secundario simple: también llamado clic derecho por ser ese el caso más usual, por lo general despliega un menú o lista con una serie de opciones a realizar sobre el objeto señalado. La opción deseada se elige mediante un clic primario.
- Clic central simple: en muchas aplicaciones, activa el modo de lectura o de desplazamiento automático. Sobre un enlace en un navegador web, abre el vínculo en una pestaña nueva, de existir esa funcionalidad.
- Doble clic primario, o sencillamente doble clic: utilizado a menudo sobre íconos, suele ejecutar la acción predeterminada para el objeto señalado. Si se trata por ejemplo de un documento, lo abre en el programa editor correspondiente. Ejecutado sobre texto, selecciona una palabra entera.
- Triple clic primario: en varios navegadores y procesadores de texto, esta acción permite seleccionar un párrafo entero.
- Arrastre con botón primario: mueve el objeto señalado a una nueva posición o contenedor, por lo general sin introducirle modificaciones.
- Arrastre con botón secundario: combina el movimiento del objeto señalado con un menú de opciones relacionadas con dicho movimiento, por ejemplo se puede optar entre desplazarlo de un lugar a otro, o crear una copia o un acceso directo al objeto en la nueva posición, manteniendo el original donde se encontraba.
- Ctrl+Clic: selecciona objetos separados entre sí dentro de un conjunto, por ejemplo algunos iconos en un directorio o carpeta, para luego aplicarles una acción única. Es imposible realizar esto utilizando solo el ratón.
- ⇧ Mayús+Clic o Shift+Clic: selecciona todos los objetos o el texto existente entre la posición de un clic simple anterior y la del último Mayús+Clic.
- Ctrl+Arrastre: crea una copia del objeto señalado en la posición de destino (donde se libera el pulsador del ratón) conservando intacto el original.
- Ctrl+⇧ Mayús+Arrastre: suele crear un acceso directo al objeto en la posición de destino, en lugar de desplazarlo.

## Point and click
La expresión en idioma inglés point and click, que significa «apuntar y cliquear», es un método usado en el género de videojuegos conocido como aventura gráfica. Consiste en pulsar consecutivamente un botón del ratón (normalmente el izquierdo) sobre diferentes objetos —o sobre un mismo objeto en diferentes posiciones— de un escenario bidimensional.
La destreza y la experiencia del usuario en la práctica del apuntar y cliquear, le permiten realizarla a muy alta velocidad, llevándola en ocasiones al límite de las tolerancias de  arrastre y de doble clic del sistema.
Este método ha ido desapareciendo con las sucesivas innovaciones informáticas y tecnológicas, especialmente con el paso de las aventuras gráficas al diseño en 3D o tridimensional; dejando de lado el ratón para usar el teclado, una palanca de mando, o algún otro dispositivo controlador de juego.